# The Psycho-Social, Chemical, Biological & Electro-Magnetic Manipulation of Human Consciousness
The Psycho-Social, Chemical, Biological & Electro-Magnetic Manipulation of Human Consciousness (często w skrócie nazywane The Psycho-Social CD) – debiutancki album amerykańskiej grupy hip-hopowej Jedi Mind Tricks wydany początkowo 4 listopada 1997 nakładem wytwórni Superegular Records w ilości 1000 egzemplarzy. W 2002 roku album doczekał się reedycji nakładem Babygrande Records z sześcioma dodatkowymi utworami.
| #                           | Tytuł                                                                     | Sample | Czas |
| --------------------------- | ------------------------------------------------------------------------- | --- | ---- |
| 1                           | „Intro”                                                                   | - Dialogi z filmu „Biblia” (org. „The Bible: In the Beginning”)                                                                                  | 0:37 |
| 2                           | „The Winds Of War”                                                        | - Dialogi z filmu „Siedem” (org. „Seven”) - „Triumph” w wykonaniu Wu-Tang Clanu                                                                  | 3:18 |
| 3                           | „Chinese Water Torture” (gośc. Breath Of Judah)                           | - „Thunder, Lightning and Rain” w wykonaniu Laury Olsher - „Chinese Water Torture” w wykonaniu Laury Olsher                                      | 4:07 |
| 4                           | "The Three Immortals" (gośc. Apathy The Alien Tongue, Breath Of Judah)    | - Dialogi z filmu „Hellraiser: Wysłannik piekieł” (org. „Hellraiser”)                                                                            | 4:06 |
| 5                           | „Neva Antiquated: Dark Jedi Remix” (gośc. The Sun Pharaoh)                | | 3:44 |
| 6                           | „Omnicron” (gośc. Apathy The Alien Tongue, The Sun Pharaoh)               | - „On Production” w wykonaniu Dr. Octagona | 4:47 |
| 7                           | „As It Was In The Beginning...” (gośc. The Lost Children Of Babylon)      | | 3:43 |
| 8                           | „Books Of Blood: The Coming Of Tan” (gośc. El Eloh)                       | - Wokal: Riley Martin | 3:57 |
| 9                           | „Incanatrix (Skit)”                                                       | | 0:25 |
| 10                          | „The Immaculate Conception”                                               | - „Stress” w wykonaniu Organized Konfusion | 3:48 |
| 11                          | „The Apostle’s Creed” (gośc. Apathy The Alien Tongue, Yan The Phenomenon) | - „Time’s Up” w wykonaniu O.C.-ego | 4:34 |
| 12                          | „I Who Have Nothing”                                                      | - „I(Who Have Nothing)” w wykonaniu Ben E. Kinga - „Runnin'” w wykonaniu The Pharcyde - Muzyka z filmu „Dzika Planeta” (org. „Fantastic Planet”) | 4:44 |
| Dodatkowe utwory (reedycja) |                                                                           | |      |
| 13                          | „Communion: The Crop Circle Thesis” (gośc. The Lost Children Of Babylon)  | | 5:16 |
| 14                          | „Onetwothree”                                                             | | 3:30 |
| 15                          | „Souls From The Streets”                                                  | | 5:30 |
| 16                          | „Last Straw (Onesoul Remix)”                                              | - „I Used to Love H.E.R.” w wykonaniu Commona | 3:17 |
| 17                          | „Tug Of War”                                                              | | 3:02 |
| 18                          | „Get This Low” (gośc. Black Thought, Jus Allah)                           | - „I Wish” w wykonaniu Steviego Wondera - „Protect Ya Neck” w wykonaniu Wu-Tang Clanu - „Da Mystery of Chessboxin’” w wykonaniu Wu-Tang Clan     | 4:16 |